# Arvid de Kleijn
Arvid de Kleijn (* 21. März 1994 in Herveld) ist ein niederländischer Radrennfahrer.

## Sportlicher Werdegang
Nach dem Wechsel in die U23 wurde de Kleijn 2015 Mitglied im Cyclingteam Jo Piels. Neben einer Reihe von Top-5-Platzierungen gewann er 2016 Paris–Tours U23. Nach zwei Jahren bei Jo Piels wechselte er noch für ein Jahr zum Team Baby-Dump.
In der Elite wurde de Kleijn 2018 zunächst Mitglied im Metec-TKH Continental Cyclingteam p/b Mantel. In der Saison 2019 konnte er insgesamt sechs Erfolge bei Etappenrennen und Eintagesrennen einfahren, die er alle im Sprint erzielte, unter anderen beim Druivenkoers.
Zur Saison 2020 erhielt de Kleijn einen Vertrag beim UCI ProTeam Riwal Readynez Cycling Team. Bereits nach einer Saison wechselte er zum ProTeam Rally Cycling. Für sein neues Team gewann er 2021 die erste Etappe der Türkei-Rundfahrt. 2022 folgte eine Etappenerfolg bei Vier Tage von Dünkirchen, der ihm nach der Disqualifikation von Sam Welsford nach regelwidrigem Körpereinsatz im Zielsprint zuerkannt wurde.
Zur Saison 2023 wechselte de Kleijn zum Tudor Pro Cycling Team, das erstmals als UCI ProTeam lizenziert wurde. 2023 erzielte er mit seinen sechs Saisonsiegen mehr als die Hälfte aller Siege seines Teams, zudem gelangen ihm alle sechs Siege in Rennen der UCI ProSeries. Im Jahr 2024 gewann er eine Etappe der Fernfahrt Paris–Nizza und feierte so seinen ersten Sieg in der UCI WorldTour. Mit insgesamt fünf Saisonsiegen war er 2024 - nach der Anzahl - der erfolgreichste Fahrer seines Teams.

## Erfolge
2016
- Paris–Tours U23

2017
- Sluitingsprijs Putte-Kapellen
- Antwerpse Havenpijl
- eine Etappe Tour du Loir-et-Cher

2019
- Druivenkoers
- eine Etappe Kreiz Breizh Elites
- eine Etappe Course de la Solidarité Olympique
- Midden-Brabant Poort Omloop
- eine Etappe und Punktewertung Tour du Loir-et-Cher
- eine Etappe Tour de Normandie

2021
- eine Etappe Türkei-Rundfahrt
- Route Adélie de Vitré

2022
- eine Etappe Vier Tage von Dünkirchen

2023
- Mailand–Turin
- eine Etappe Boucles de la Mayenne
- eine Etappe ZLM Tour
- eine Etappe Deutschland Tour
- zwei Etappen und Punktewertung Tour de Langkawi

2024
- eine Etappe Paris–Nizza
- Grand Prix de Fourmies
- Grand Prix d’Isbergues
- zwei Etappen Tour de Langkawi